# Pteroceras hirsutum
Pteroceras hirsutum là một loài thực vật có hoa trong họ Lan. Loài này được (Hook.f.) Holttum miêu tả khoa học đầu tiên năm 1960.